# Komócsy József

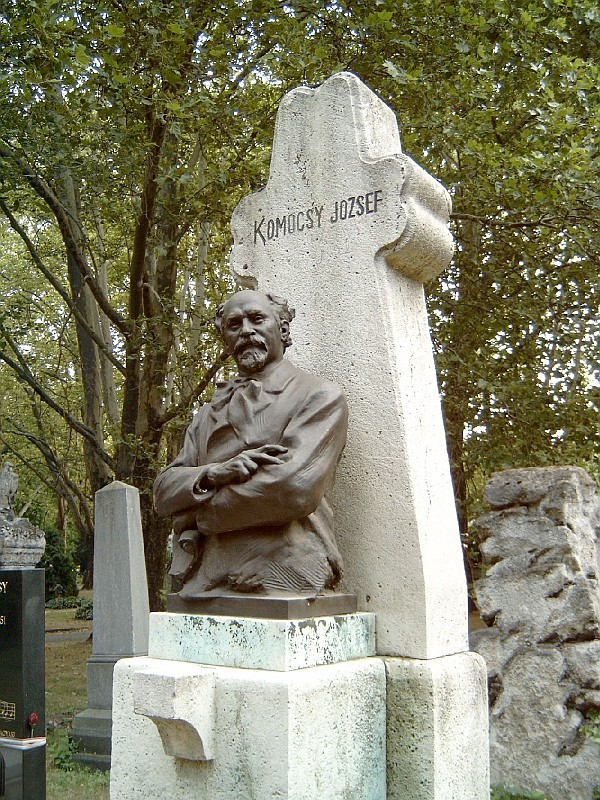
Komócsy József sírja

Komócsy József (Vencsellő, 1836. március 25. – Budapest, 1894. június 19.) költő, újságíró, a Petőfi Társaság alelnöke.

## Élete
1836. március 25-én a Szabolcs vármegyei Vencsellőn. Anyja francia származású volt. Apját korán elvesztette, ezután 5 testvérével együtt nevelésük anyjára maradt. Anyja vidám, jó kedélyű nő volt, ki meséivel nagy befolyást gyakorolt gyermekeire.
Tanulmányait a szatmári római katolikus gimnáziumban kezdte meg, de a rendkívül pajkos fiút, bár jól tanult, kitiltották az iskolából. Ekkor cipészinasnak állt, csaknem egy évig nappal cipőt foltozott, megtakarított filléreiből éjjelre gyertyát vett és tanult. Ezután Máramaros vármegyébe, Técsőre ment, itt három évig volt segédtanító. Itt önképzéséhez a plébános és a református tanító látták el könyvekkel és útmutatással. Visszatért Szatmárnémetibe, ahol letette a tanítói vizsgát és ezután helyettes tanítónak választották meg, a következő évben pedig már a tanítóképzőben a módszertan helyettes tanára lett, majd 1859-ben Ungváron tanított. 1861 őszén Pestre ment és egy ideig magán nevelő volt Tóth Lőrinc házánál, majd a Röser-féle kereskedelmi iskolában lett tanár.
Kezdetben küzdelmes élete volt, de nem csüggedt. Szorgalmasan írogatott a lapokba, majd szerkesztő lett. 1868-tól a Hirmondó című képes politikai lap szerkesztője, ami anyagilag teljesen gond nélküli életet biztosított neki. Vidám természete, egészséges humora társas érintkezéseiben is kedveltté tették, népszerű volt az irodalmi és a tanügyi körökben, valamint a nagy közönségnél is; híresek voltak adomái és humoros felköszöntői. Sokszor kérték fel alkalmi költemények írására, melyeket maga szeretett elszavalni.
Tiszteletbeli tagjául választotta a budapesti tanító-egyesület; választmányi tagja volt az országos köznevelési egyesületnek és buzgón működött a főváros képviselőtestületében is.
1875 végén a Petőfi-társaság egyik alapítója volt, mely csakhamar megválasztotta alelnökének is.
1890. november 28-án ünnepelte 25 éves írói jubileumát, mely alkalomra Benczúr Gyula festette meg arcképét.
1894. június 19-én Budapesten halt meg, vérmérgezésben. A főváros díszsírhelyet jelölt ki hamvainak.

## Munkássága
Írói munkásságát 1858-ban kezdte a Tanodai Lapokban; első költeménye: Légy üdvöz szép emlékezet címen Arany János Koszorújában (1863. 20. szám) jelent meg, majd 1863-1864-ben a Hölgyfutárba Iszkender név alatt írt költeményeket prózai és verses szatirákat.
1859-1860-ban a Napkeletbe és 1864-ben a Pesti Hölgydivat (később Budapesti Bazár) szépirodalmi részének szerkesztését vette át, melyet állandóan folytatott. 1872-1875 között sokat írt a Magyar Néptanító című lapba, költeményei és cikkei 1864-től csaknem minden szépirodalmi lapban megjelentek; így a Képes Világ (1863., 1865-68., 1870-73., 1880., 1882.), Felvidék (1863.), Otthon (1874. Irodalmi arcképek, Vidor névvel, 1875. költemény). Petőfi Társaság Lapja (1877-1878.), Koszorú (1879-83. Elnöki megnyitó beszédei a Petőfi-társaság közgyűlésén), Pesti Hírlap (1879. 53. szám Mi van a betűkben, hosszabb költemény), Képes Családi Lapok (1881-1884., 1889., 1891-1894.), Nagybánya és Vidéke (1881.), Néptanítók Lapja (1882., 1885., 1890., 1892.), Pápai Lapok (1883. 29. sz.), Katholikus Szemle (1892-93.), Szegedi Hiradó, Szamos, Nagybánya és Vidéke; hátrahagyott költeménye a P. Naplóban (1896. 22. sz. A fehér sas); több politikai lapba pedig tárcákat és ismeretterjesztő cikkeket írt különféle álnevek és jegyek alatt.

## Főbb művei

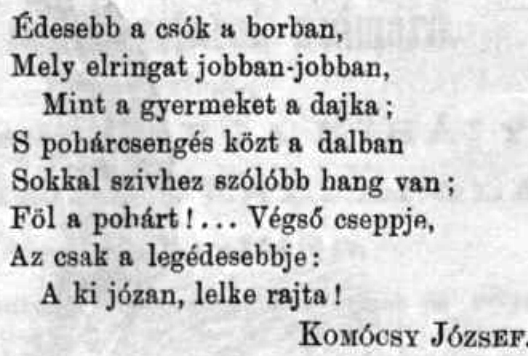
Bor c. versének záró versszaka (1882)

- Vörösmarty Mihály emlékezete (Székesfehérvár, a költő szobrának avatása alkalmából, 1865)
- Komócsy József költeményei (kötet, Pest, 1868.)
- A nyeglék. Satyra (1869.) (Megdicsért mű, előbb a Kisfaludy társaság Évlapjai IV. kötetében.)
- Szerelem könyve (Költemények. Budapest, 1883.)
- Horvát István emlékezete, Székesfehérvárott (Székesfehérvár, 1884. május 11.)
- A magyar Szion dicsősége A szent Benedek-rendiek főgymnáziuma növendékei által előadva (Esztergom, 1886.)
- Ünnepi versek és rigmusok. Énekli egy öreg poeta (1891. Magyar Mesemondó 54.)
- Az ezredik esztendő (1892. Magyar Mesemondó 58,)
- Több ifjúsági munkát tett közzé Jókedvű Bácsi álnév alatt (Jó gyermekek képes világa, Történelmi képes ábéce, Történelmi képes album)
- Szerkesztette a Hirmondó című politikai hetilapot 1868-tól, mely 1893. december 24-én  a Munka után című mulattató képes melléklapjával együtt megszűnt